# Liga Portuguesa dos Direitos Humanos - Civitas
A Liga Portuguesa dos Direitos Humanos - Civitas (fusão da Liga Portuguesa dos Direitos do Homem com a Civitas) é uma associação de inspiração maçónica e republicana fundada em Abril de 1921, por iniciativa de Sebastião de Magalhães Lima, ao tempo Grão Mestre da Maçonaria portuguesa. A Associação teve os seus primeiros estatutos aprovados a 21 de Abril de 1922 e destinava-se a defender e fazer vingar os princípios de liberdade e justiça enunciados nas Declarações dos Direitos do Homem proclamados em 1789 e 1793, propondo-se combater o abuso da autoridade, a ilegalidade, o arbítrio, a intolerância, o facciosismo e atentados à humanidade. O seu primeiro directório foi composto por maçons e não-maçons, sob a presidência de Magalhães Lima.

## Historial
A Liga Portuguesa dos Direitos do Homem foi fundada à semelhança de organizações internacionais congéneres voltadas para a defesa dos Direitos do Homem num contexto em que na Europa estavam em rápida ascensão os movimentos ditatoriais e já se perfilavam as tendências ideológicas que nas décadas imediatas levaram às grandes ditaduras europeias.
A Liga sobreviveu aos regimes ditatoriais que governaram Portugal de 1926 a 1974, apesar das dificuldades criadas pelos governos da Ditadura Nacional e do Estado Novo, retomando a sua acção pública após o 25 de Abril de 1974, persistindo no seu objectivo de contribuir a defesa dos direitos humanos em Portugal.

## Representações
A Liga é membro de três organizações internacionais:
- Associação Europeia dos Direitos Humanos (AEDH)
- Federação Internacional dos Direitos Humanos (FIDH)
- EuroMed Rights
A nível nacional, faz parte:
- Conselho Consultivo ONGs da Comissão para a Cidadania e a Igualdade de Género (CIG)
- Conselho Municipal para a Igualdade da Câmara Municipal de Lisboa